# Pliješ
Pliješ este un sat din comuna Pljevlja, Muntenegru. Conform datelor de la recensământul din 2003, localitatea are 32 de locuitori (la recensământul din 1991 erau 39 de locuitori).

## Demografie
În satul Pliješ locuiesc 29 de persoane adulte, iar vârsta medie a populației este de 54,3 de ani (48,4 la bărbați și 59,1 la femei). În localitate sunt 15 gospodării, iar numărul mediu de membri în gospodărie este de 2,13.
|  |

| Demografie | Demografie | Demografie |
| An         | Locuitori  | Locuitori  |
| ---------- | ---------- | ---------- |
|            |            |            |
|            |            |            |
|            |            |            |
|            |            |            |
| 1948       | 69         |            |
| 1953       | 147        |            |
| 1961       | 142        |            |
| 1971       | 98         |            |
| 1981       | 66         |            |
| 1991       | 39         | 39         |
| 2003       | 39         | 32         |

| \| Componența etnică conform recensământului din 2003[2] \| Componența etnică conform recensământului din 2003[2] \| Componența etnică conform recensământului din 2003[2] \| Componența etnică conform recensământului din 2003[2] \| Componența etnică conform recensământului din 2003[2] \| \| ----------------------------------------------------- \| ----------------------------------------------------- \| ----------------------------------------------------- \| ----------------------------------------------------- \| ----------------------------------------------------- \| \| \| \| \| \| \| \| Sârbi \| Sârbi \| \| 32 \| 100% \| \| necunoscută \| necunoscută \| \| 0 \| 0% \| |             |  |    |      |
| Componența etnică conform recensământului din 2003 |             |  |    |      |
| |             |  |    |      |
| Sârbi | Sârbi       |  | 32 | 100% |
| necunoscută | necunoscută |  | 0  | 0%   |